# Исакова (Байкаловский район)
Исакова — деревня в Байкаловском районе Свердловской области. Входит в состав Байкаловского сельского поселения. Управляется Байкаловской сельской администрацией.

## География
Деревня Исакова расположена в 8 километрах на северо-восток от села Байкалово — административного центра района, на левом берегу реки Иленьки. На противоположном берегу Иленьки находится деревня Сергина.

### Часовой пояс
Исакова, как и вся Свердловская область, находится в часовой зоне МСК+2. Смещение применяемого времени относительно UTC составляет +5:00.

## Население
| 2002 | 2010 | 2021 |
| ---- | ---- | ---- |
| 102  | ↘82  | ↘63  |

## Инфраструктура
В деревне Исаковой всего одна улица — Сельская.